# Michał Boym
Michał Piotr Boym (1612 Lvov – 1659 Kuang-si Čína) byl polský jezuita, vědec, objevitel, diplomat a misionář. Byl prvním Evropanem, který podrobně popsal čínskou faunu a floru. Významně se zasloužil o prohloubení evropského poznání Dálného východu.

## Život
Boym se narodil v centru východní Haliče ve Lvově v rodině, která pocházela z Uher. Jeho otec byl lékař, přičemž medicína se později stala i pro Michała jednou z hlavních oblastí zájmů. Ve svých 17 letech vstoupil v roce 1631 do jezuitského řádu a dlouhých 12 let se věnoval intenzivnímu studiu v klášterech v Krakově, Kališi, Jarosławi a Sandomierzi. Po těchto studiích se v roce 1643 vydal do východní Asie. Cesta vedla přes papežský Řím, Lisabon do portugalského centra v Indii v Goa a do Macaa. Zde Boym učil na jezuitské škole, později pak působil přímo v kontinentální Číně, když se na dvoře dynastie Ming stal diplomatem. Tehdejší Čína prožívala krizi, když odcházející dynastie Ming ovládala již jen jižní část čínského území, zatímco nastupující mandžuská dynastie postupně dobývala celé území od severu. Boym byl v této situaci využit posledním císařem z dynastie Ming Ču Jou-langem jako možný spojovník této dynastie se západními dvory. Ču Jou-lang a jeho rodina dokonce za tímto účelem přijali křest a Boym byl vyslán za papežem do Říma, přičemž prosby o pomoc směřovaly i k dalším evropským dvorům (Benátky, Portugalsko apod.).
Cesta zpět do Evropy byla složitá, jelikož Portugalci si nechtěli komplikovat vztahy s mandžuskou dynastií a ztěžovali Boymovi návrat. Ten se proto vydal pozemní cestou přes Osmanskou říši a v roce 1652 přistál v Benátkách. Situace v Evropě nebyla jednoduchá, protože nikdo nechtěl riskovat poškození vztahů s novými čínskými vládci. K audienci u papeže byl Boym pozván až v roce 1655, zde sice získal papežskou podporu pro dynastii Ming, ale ta reálně příliš neznamenala. V roce 1656 se pak Boym přes Lisabon (zde hledal podporu u portugalského krále Jana IV.) vydal zpět do Číny. Po přistání v Goa jej ale Portugalci nechtěli pustit dále do Macaa, jelikož bylo již jasné, že dynastie Ming se v žádném případě neudrží. Boym tak musel odcestovat na území dnešního Vietnamu a jistou dobu strávit v Hanoji. Odtud se vydal na svoji poslední cestu do Číny, kde v provincii Kuang-si v roce 1659 zemřel.

## Dílo
Boymovo dílo je klíčové pro řadu vědních oborů. Jeho spisy zmapovaly přírodní poměry východní Asie (geografie, flora, fauna), zvyky obyvatel, tradice, dějiny apod. Sestavil také řadu map východní Asie, přičemž jeho zakreslení Koreje jako poloostrova a nikoliv ostrova, bylo prvním správným geografickým umístěním této země v mapách určených pro Evropany. Popsal také řadu čínských měst, která byla do této doby pro Evropany neznámá, popsal i čínskou zeď či poušť Gobi. Jeho klíčovým dílem je potom práce „Flora sinensis“ vydaná poprvé ve Vídni v roce 1656. Tato práce byla prvním popisem ekosystému Dálného východu a krom jiného měla velký vliv i na medicínu. K dalším významným dílům patří „Speciman medicinae Sinicae“, která podrobně přiblížila tradiční čínskou medicínu západnímu světu.